# Gregorio De Ferrari

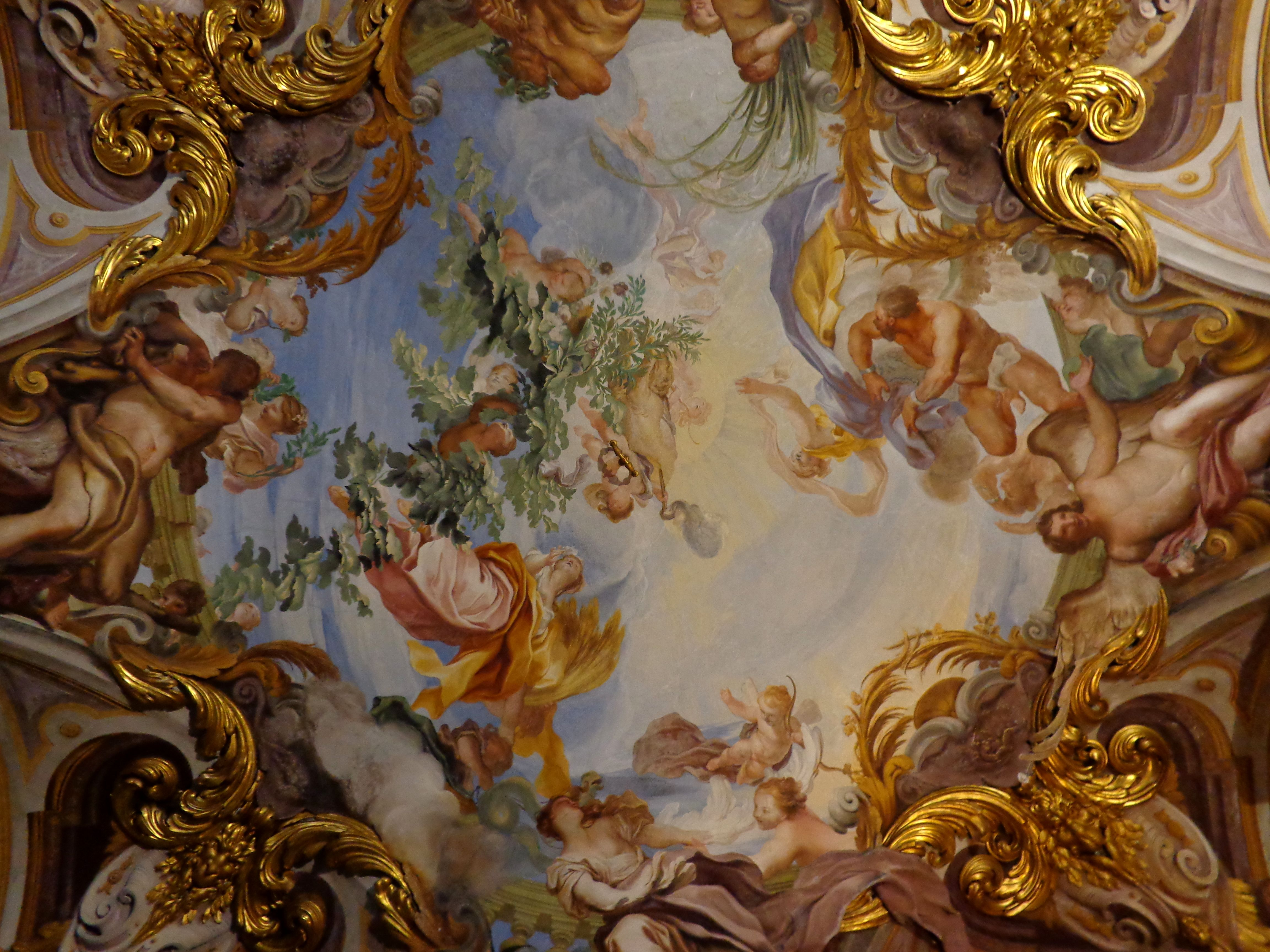
Allegorie des Sommers (1688), Deckenfresko in der Sala dell’estate, Palazzo Ridolfo e Giovanni Francesco Brignole Sale (Palazzo Rosso), Genua

Gregorio De Ferrari (* 12. April 1647 in Porto Maurizio (heute: Imperia Ponente); † 26. Januar 1726 in Genua) war ein italienischer Maler und Freskant des Hoch- und Spätbarock aus der Genueser Schule und ein Wegbereiter des Rokoko.

## Leben
Er wurde als Sohn von Lorenzo De Gregorio und dessen Frau Maddalena geboren. In seinem Heimatort Porto Maurizio (dem heutigen Imperia Ponente) soll er zunächst Rhetorik und Philosophie studiert haben, bevor er nach Genua ging, um dort eine juristische Laufbahn einzuschlagen (Ratti, 1768–69, S. 110).

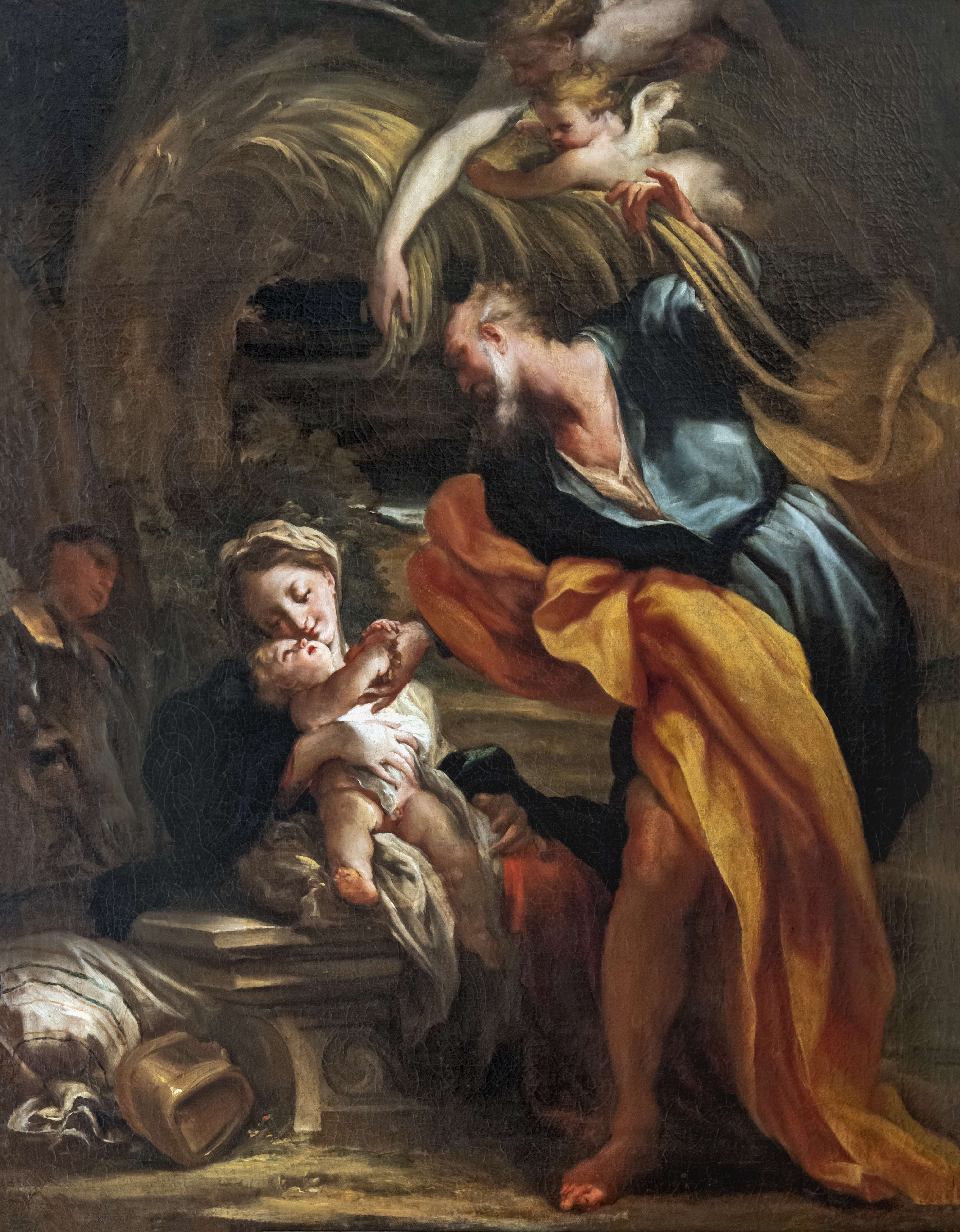
Ruhe auf der Flucht nach Ägypten (ca. 1675), Öl auf Leinwand, 99 × 74,9 cm, Collection Motais de Narbonne, Musée des Beaux-Arts, Orléans

Doch folgte er schon bald seiner eigentlichen Berufung, der Malerei, und trat 1664 als Lehrling in die Werkstatt des alternden Domenico Fiasella ein. Auf der Suche nach einem eigenen Stil wurde er allerdings mehr vom Werk Valerio Castellos und Grechettos (Giovanni Benedetto Castiglione) inspiriert, sowie von Bildhauern wie Pierre Puget und Filippo Parodi, die den neuen barocken Stil Berninis von Rom nach Genua brachten.
Um 1668–69 ging Gregorio nach Parma, um dort die Werke Correggios zu studieren; unter anderem machte er eine freie Kopie der Kuppelfresken im Dom zu Parma (heute: Accademia Ligustica, Genua). Einige dieser Kopien sollen im 18. Jahrhundert im Besitz von Anton Raphael Mengs gewesen sein. Gavazza wies darauf hin, dass De Ferrari in Parma mit einer gewissen Wahrscheinlichkeit Giovanni Battista Gaulli gen. il Baciccio kennengelernt haben könnte, der sich 1669 ebenfalls dort aufhielt.
Um 1671 kam Gregorio zurück nach Genua, wo er 1674 Domenico Piolas Tochter Margherita heiratete. Von ihren gemeinsamen Kindern wurde Lorenzo De Ferrari ebenfalls ein erfolgreicher Maler und Mitarbeiter des Vaters; Giuseppe (1685–1768) wurde Laienpriester und restaurierte Gemälde; sie hatten außerdem eine Tochter Maddalena (* 1678).
In den 1670er und 1680er Jahren war Gregorio De Ferrari einer der wichtigsten Mitarbeiter der casa Piola und arbeitete unter anderem an den Fresken in der (später zerstörten) Kirche Sant’ Andrea mit, wo er alleine eine Geißelung des Apostels Andreas malte. Der Frühzeit seines Schaffens wird das Fresko mit einer Darstellung der Aurora im Palazzo Lomellini (Genua) und eine Pietà in der Kirche Santa Maria di Castello zugeordnet, außerdem einige Bilder in den Sammlungen der Gemeinde Genua, darunter vier Supraporten (?) mit dem irdischen Paradies, der Erschaffung des Menschen, der Vertreibung aus dem Garten Eden und der Familie Adams.

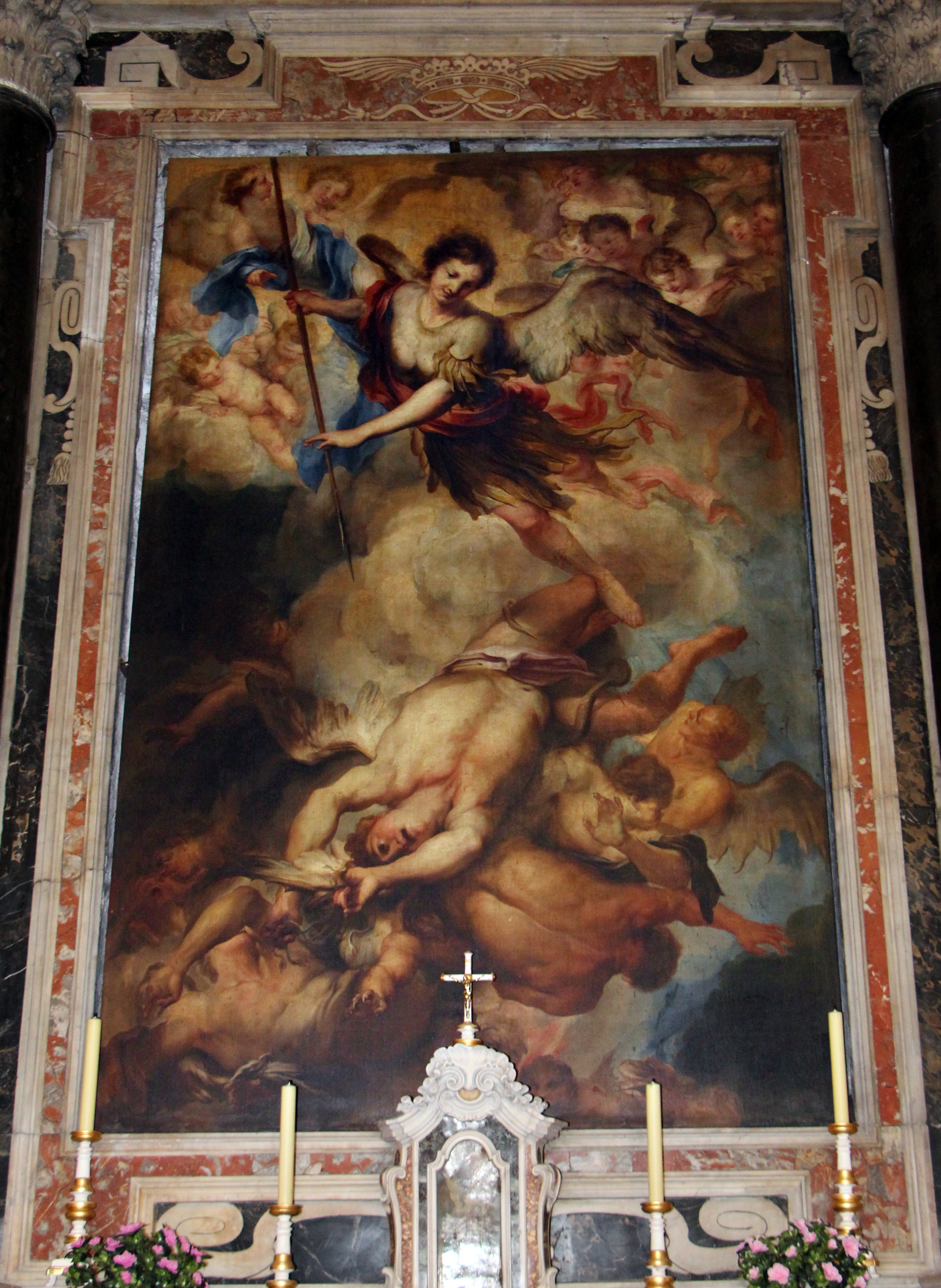
Der Erzengel Michael vertreibt die gefallenen Engel, ca. 1680, Öl auf Leinwand, Santa Maria delle Vigne, Genua

Als Mitarbeiter der casa Piola malte Gregorio De Ferrari für die Theatinerpater von San Siro (Genua) 1676 das Fresko Glorie des Hl. Andrea Avellino – die Bezahlung wurde Domenico Piola ausgehändigt.
In dem Gemälde Tobias begräbt die Toten (im: Oratorio della Morte ed Orazione, Genua), das auf etwa 1676 oder wenig später datiert wird, zeigt sich De Ferrari durch Stiche von Castiglione beeinflusst.
Zu den signierten Werken De Ferraris aus dieser Zeit gehört das 1681 datierte Bild Die Hl. Clara schlägt die Sarazenen in die Flucht im Oratorio di San Giovanni Battista di Oneglia. 1682 erhielt er den Auftrag für die Bilder des Hl. Stephanus und des Hl. Laurentius in der Cappella di San Clemente in der Santissima Annunziata del Vastato.
Gregorio De Ferrari schuf mit anderen Mitarbeitern der casa Piola zahlreiche Freskendekorationen in den Palästen und Kirchen Genuas, für deren Gesamtentwurf er häufig verantwortlich war, unter anderem im Palazzo Centurione (1684) und im Palazzo des Francesco Maria Balbi (heute: Palazzo Balbi Senarega). Dabei gelang es ihm, eine völlige Einheit von Figuren, Quadraturmalerei und Stuck zu erreichen.
Nach der Bombardierung Genuas im Jahr 1684 durch französische Truppen zog er sich in die Villa Balbi allo Zerbino (heute: Gropallo della Sforzesca) zurück und malte dort im Salon eine Fresko mit Saturn/die Zeit und Apollo, sowie Allegorien der Jahreszeiten (Ratti, S. 114).
Gregorio De Ferrari zugeschrieben wird das Gemälde Moses lässt Wasser aus dem Felsen sprudeln im Palazzo Ridolfo e Giovanni Francesco Brignole Sale (Palazzo Rosso), Genua, das der Produktion der casa Piola entstammt.

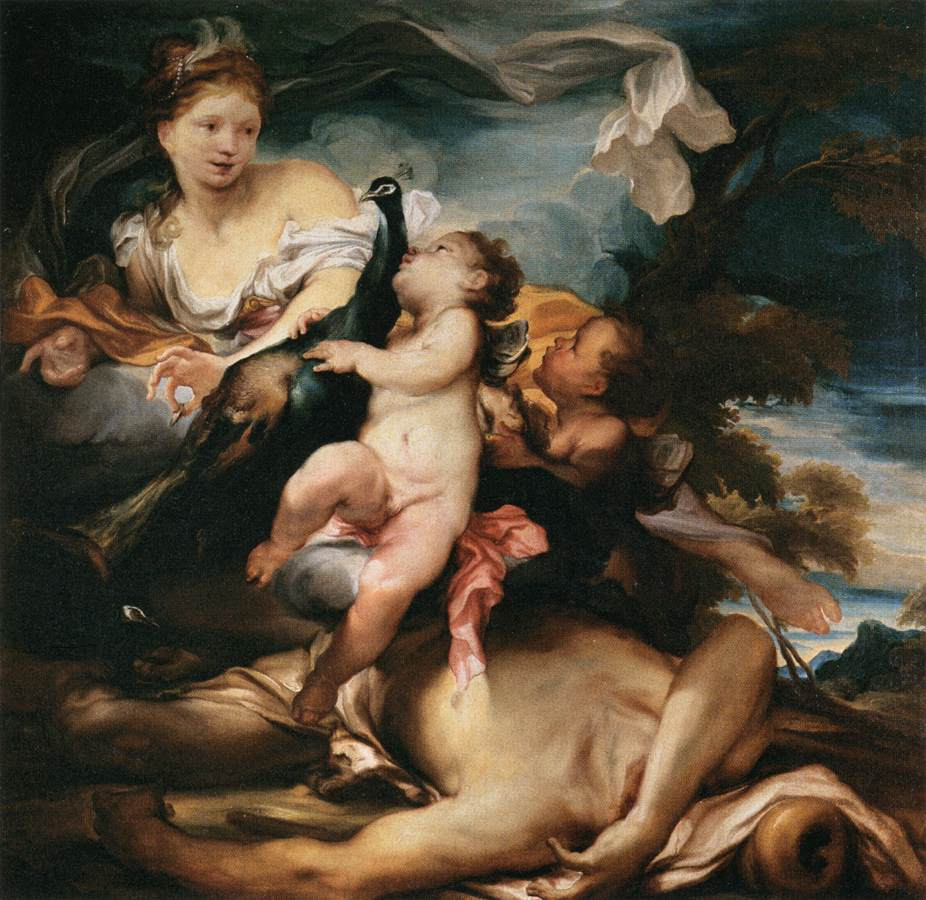
Juno und Argus, 140 × 138 cm, Öl auf Leinwand, Louvre, Paris (ca. 1685–95)

Der französische Marschall de Noailles lud ihn nach 1684 nach Marseille ein, wo es De Ferrari jedoch aufgrund technischer Probleme nicht möglich war, die gewünschten Deckenfresken auszuführen. Er malte jedoch für Noailles einige Ölgemälde, die dieser mit nach Paris nahm (Ratti, 1768–69, S. 115). Laut Mary Newcome (1982) könnte dazu möglicherweise das heute im Louvre (Paris) befindliche Bild Juno und Argus gehören, zu dem es auch eine Vorzeichnung in den Uffizien gibt (im Gabinetto stampe e disegni, Nr. 95.295).
Ratti (S. 114) berichtet, dass Gregorio De Ferrari um 1685 (oder zumindest vor 1690) von Vittorio Amedeo II. nach Turin berufen wurde, um drei Räume im dortigen Palazzo Reale mit Szenen aus Ovids Metamorphosen zu dekorieren. Diese Gemälde waren jedoch schon zu Rattis Zeit zerstört, aber es existieren zwei Vorzeichnungen im Palazzo Rosso in Genua (Nr. 2159 und Nr. 2141) mit dem Fall des Ikarus und Apollo und Daphne (früher Lorenzo De Ferrari zugeschrieben). Aus De Ferraris Turiner Zeit sind ansonsten nur vier ovale Gemälde erhalten, davon zwei im sogenannten „Appartamentino“ des Palazzo Reale (Turin) und zwei Allegorien des Friedens im Palazzo Cisterna (Turin), die möglicherweise ebenfalls ursprünglich aus dem Palazzo Reale stammen.

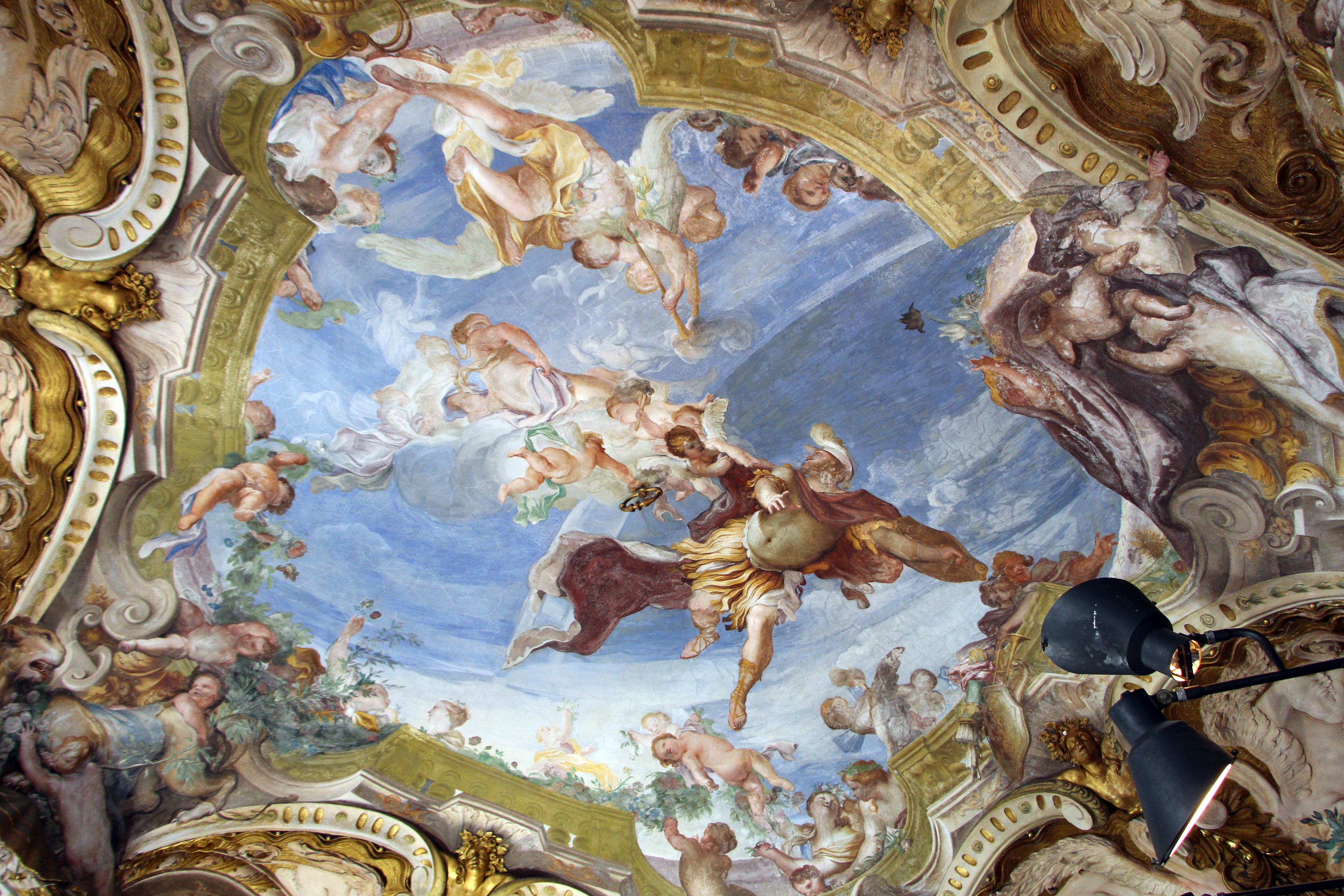
Allegorie des Frühlings (1688), Deckenfresko in der Sala della primavera, Palazzo Rosso, Genua

Zu den bekanntesten Werken Gregorio De Ferraris gehören die Deckenfresken mit den Allegorien des Frühlings und des Sommers, die er in Genua um 1688 in den Jahreszeitensalons des Palazzo Ridolfo e Giovanni Francesco Brignole Sale (Palazzo Rosso) malte, während Domenico Piola zur gleichen Zeit an den anderen beiden Jahreszeiten Herbst und Winter arbeitete. Auf De Ferrari gehen die Gesamtentwürfe der Dekorationen zurück, die Quadraturen führte Antonio Haffner aus, während Giacomo M. Muttone für den Stuck zuständig war. De Ferraris Farbpalette ist hier bereits deutlich aufgehellt und weist deutlich auf den Stil des 18. Jahrhunderts voraus. Andere Fresken (u. a. der Mythos des Phaeton), die er im Palazzo Rosso malte, sind heute verloren. Stilistisch ähnlich, und daher wahrscheinlich aus der gleichen Epoche, ist das Fresko mit Diana und Endymion im Palazzo Durazzo (Genua), das er ebenfalls in Zusammenarbeit mit Antonio Haffner schuf.
Nur fragmentarisch erhalten ist De Ferraris Himmelfahrt Mariä in SS. Giacomo e Filippo von 1690.
Um 1700 schuf er zwei Fresken mit Neptun und Amphitrite sowie Amor und Psyche im Palazzo Saluzzo Granello (Genua).

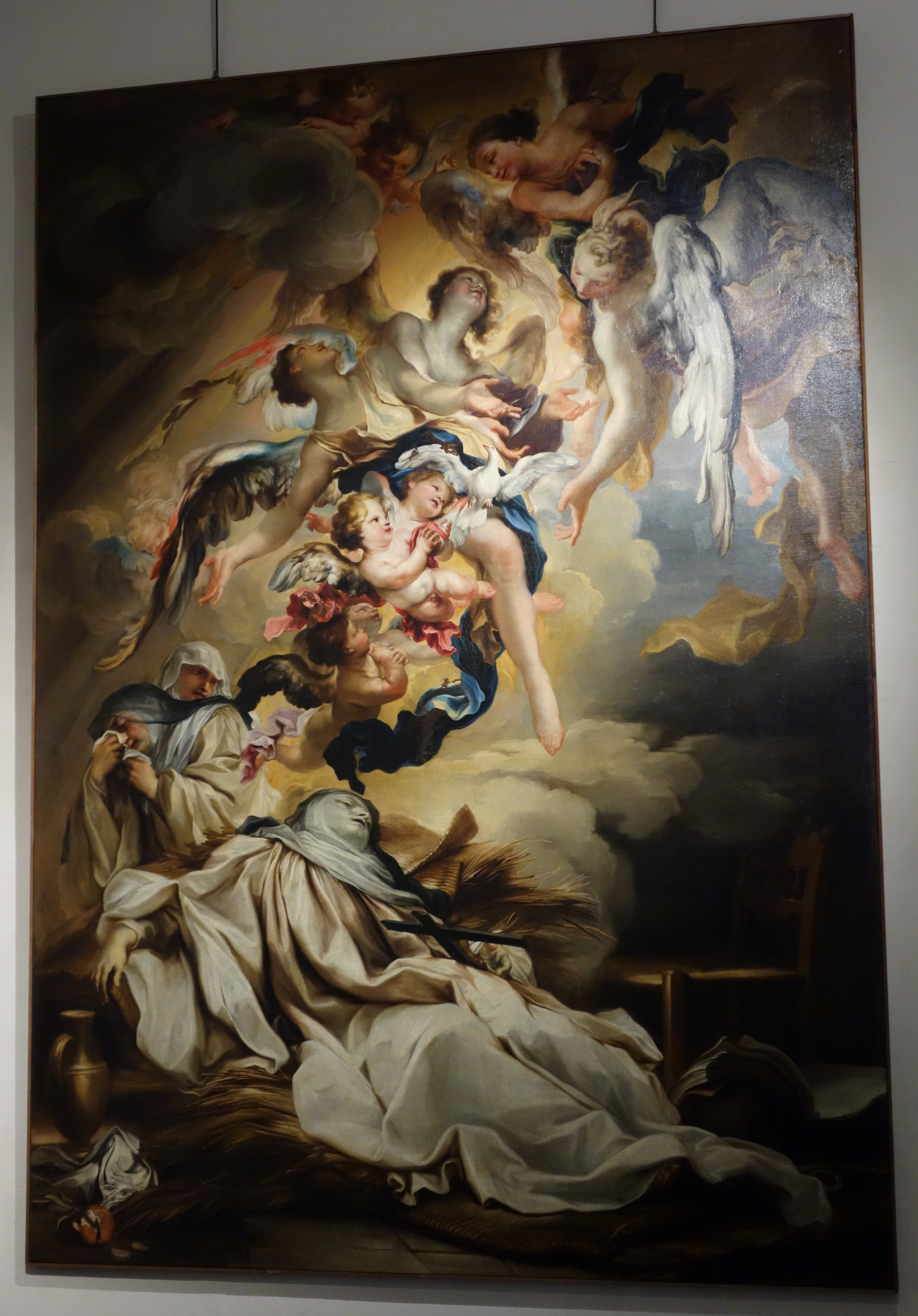
Tod der Hl. Scholastica, um 1700, Öl auf Leinwand, Museo Diocesano, Genua

In der 1703 fertiggestellten Schmerzensmadonna mit den Seelen im Purgatorium (heute im Oratorio di San Leonardo in Porto Maurizio) ordnete er die Figuren in einer kreiselnden Schlangenlinie an, ähnlich wie auch in seinem wohl berühmtesten Gemälde, Der Tod der Hl. Scholastica, das er ursprünglich für die Kirche Santo Stefano in Genua malte (siehe Abb.).
1705 überarbeitete er Andrea Ansaldos Fresko der Himmelfahrt Mariä in der Kuppel der Basilica dell’Annunziata del Vastato. Seine Fresken in Santa Brigida (Genua) aus derselben Zeit sind nicht mehr erhalten.
Gregorio De Ferraris letztes großes öffentliches Werk waren die Kuppelfresken mit dem Triumph des Kreuzes, die er 1715 gemeinsam mit seinem Sohn Lorenzo in der Genueser Kirche Santa Croce e San Camillo malte. Wegen gesundheitlicher Probleme musste Gregorio danach die großen Freskendekorationen aufgeben. Er malte jedoch weiterhin Ölgemälde, zu seinen Spätwerken gehört vielleicht das undatierte und von Correggio beeinflusste Bild Noli me tangere (Palazzo Bianco ?, Genua).
Er starb in Genua im Januar 1726.

## Stil und Bedeutung
Gregorio De Ferrari war neben Domenico Piola der bedeutendste Maler des späten 17. und frühen 18. Jahrhunderts in Genua. Außer von Piola ist sein Werk von Correggio, Valerio Castello, Castiglione und Baciccia beeinflusst. Von Piolas relativ klassizistischem Stil entfernte sich De Ferrari immer mehr durch auffällig – geradezu musikalisch – bewegte Bild-Kompositionen, mit sich drehenden, tänzelnden, anmutigen Figuren und wehenden, wirbelnden Draperien, die zu einem ästhetisch ansprechenden Ganzen von scheinbarer Leichtigkeit und Anmut geordnet sind. Sein Stil besitzt eine gewisse nervöse Lebhaftigkeit. Dabei machte er auch gelegentlich Rückgriffe auf die im Manierismus beliebte figura serpentinata und war andererseits auch durch die Barockskulptur der römischen Bernini-Schule beeinflusst. Seine Farbpalette ist chromatisch reich und hellte sich nach und nach immer mehr auf.

In den von ihm entworfenen, und unter Mithilfe anderer Künstler – wie den Quadraturmalern Antonio Haffner oder Niccolò Codazzi – ausgeführten Freskendekorationen erreichte er eine besondere Einheit von Figuren, gemalter Scheinarchitektur und Stuck, durch die teilweise die Grenze zwischen Realität und Fantasie verschwimmen.
Er bereitete den Genueser Rokoko vor.

## Bildergalerie

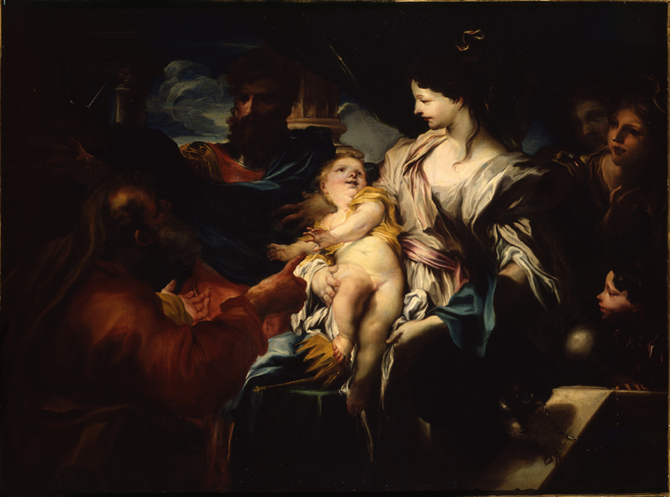
Moses und die Tochter des Pharao, Kunstsammlungen der Banca Carige, Genua
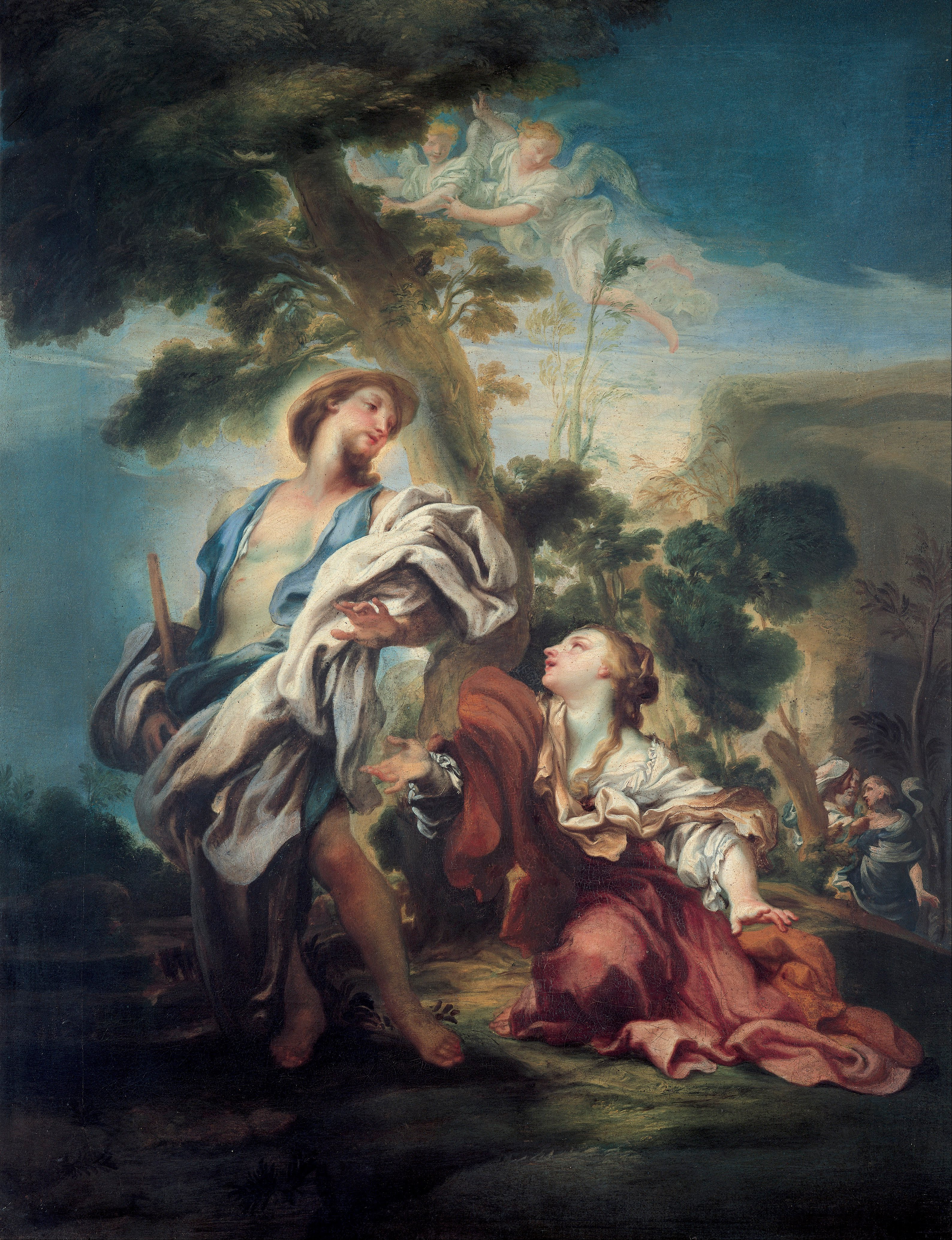
Noli me tangere, Musei di Strada Nuova (Palazzo Doria-Tursi)
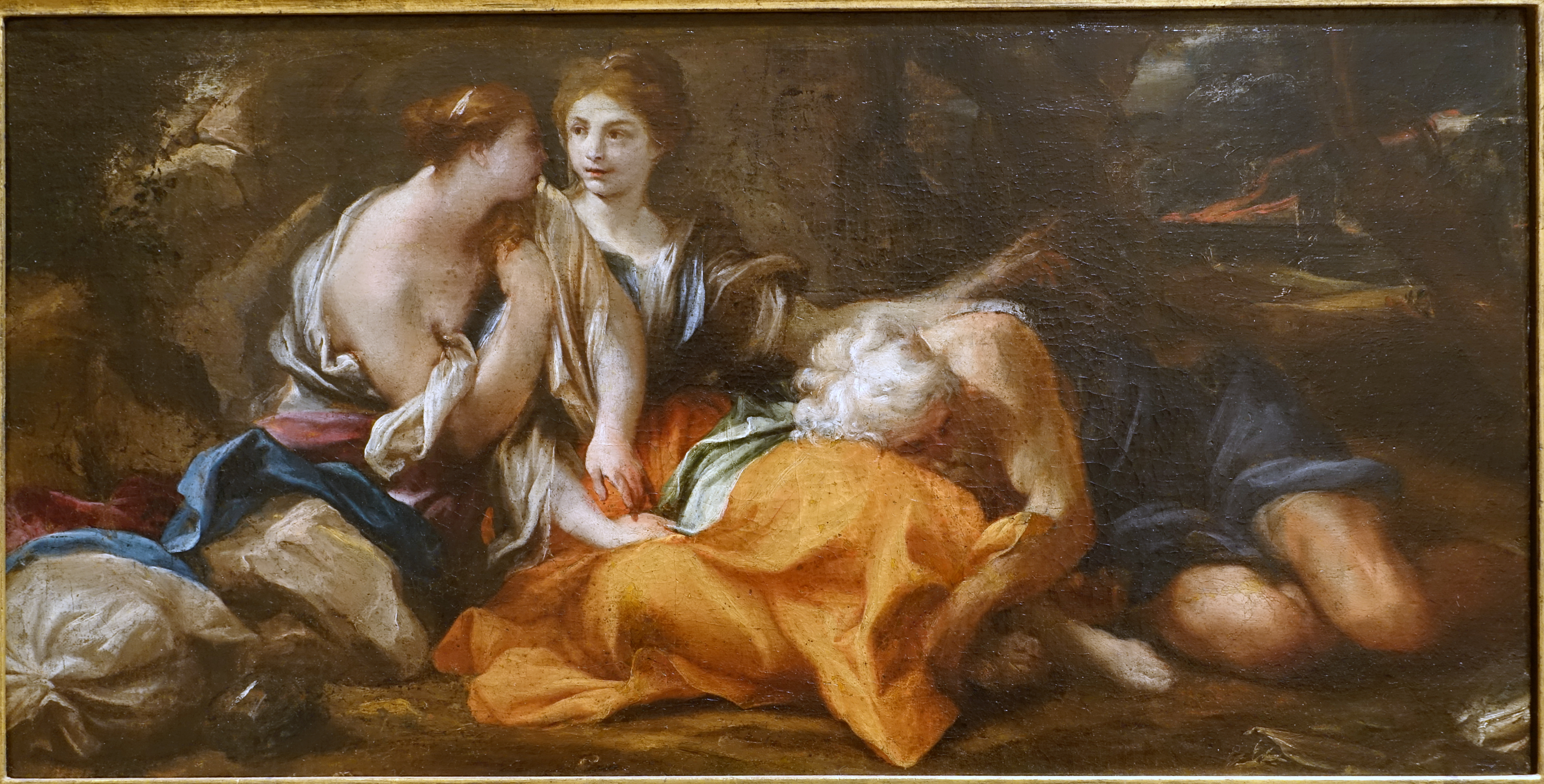
Lot und seine Töchter, ca. 1675–1680, Öl auf Leinwand, Blanton Museum of Art, Austin (Texas)
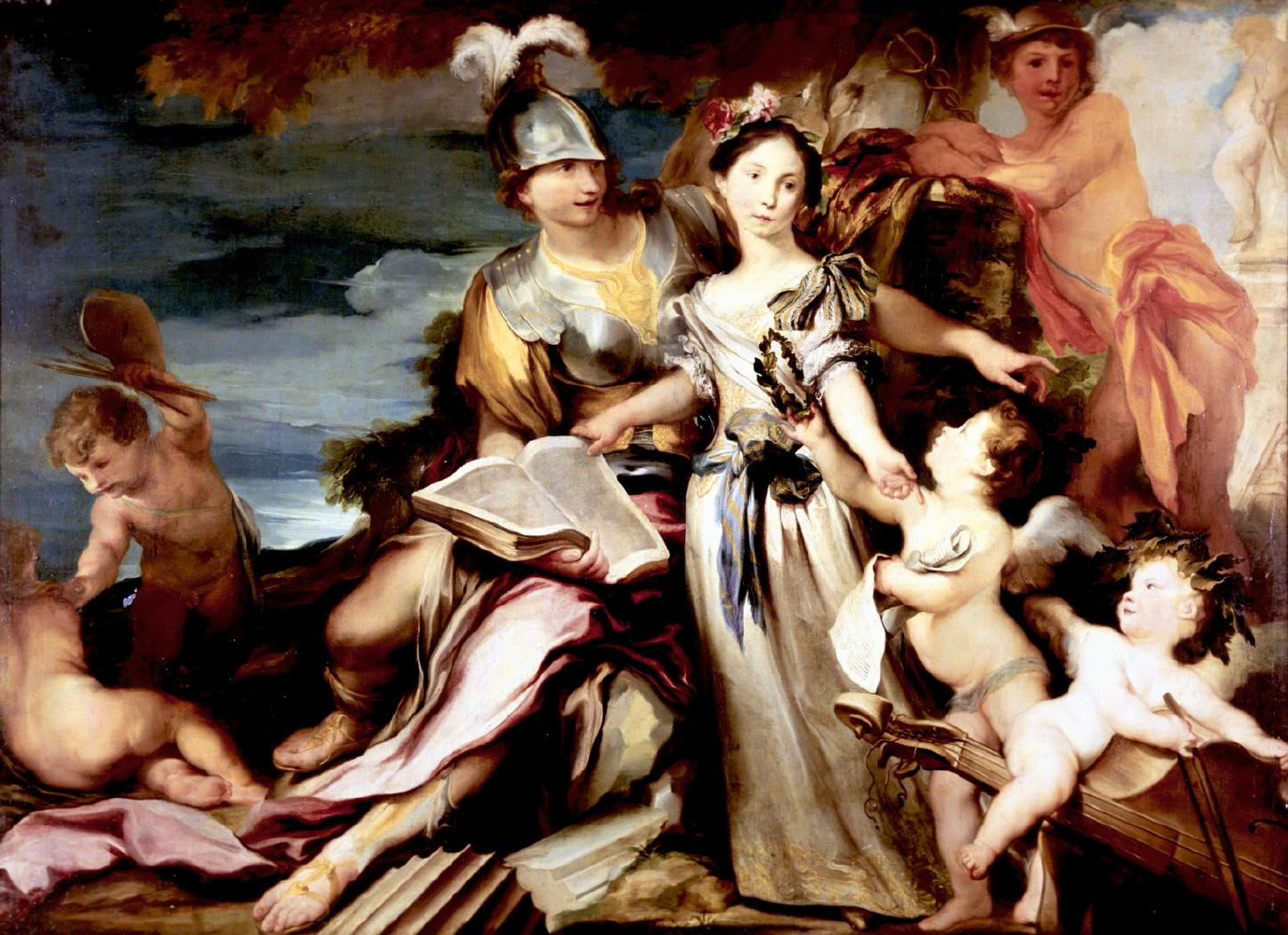
Allegorie der Eintracht zwischen den Künsten (ca. 1690–1700), Öl auf Leinwand, 148,5 × 200 cm, Museo Lázaro Galdiano, Madrid
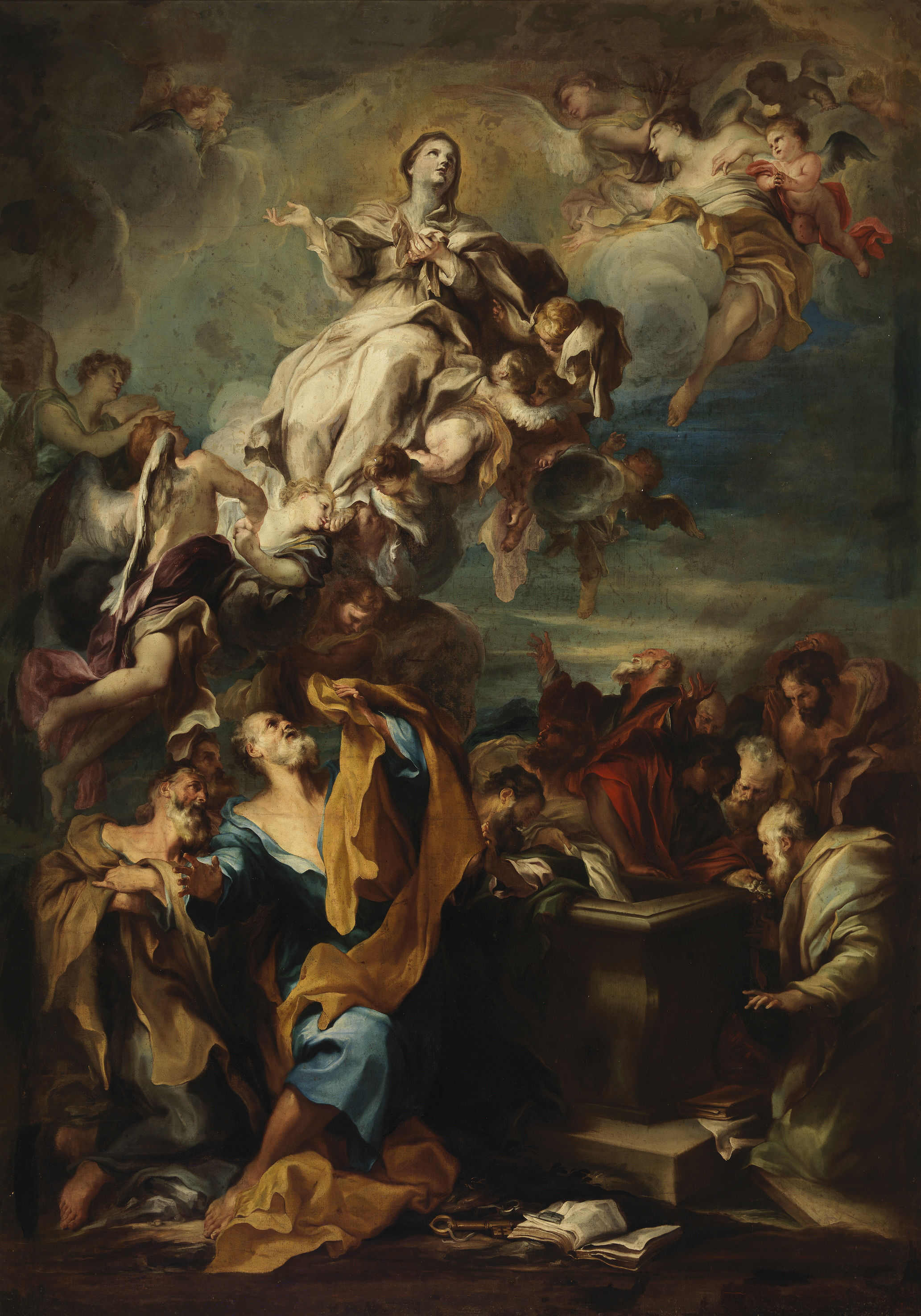
Himmelfahrt Mariä (um 1700), Öl auf Leinwand, 279 × 196 cm, Prado, Madrid
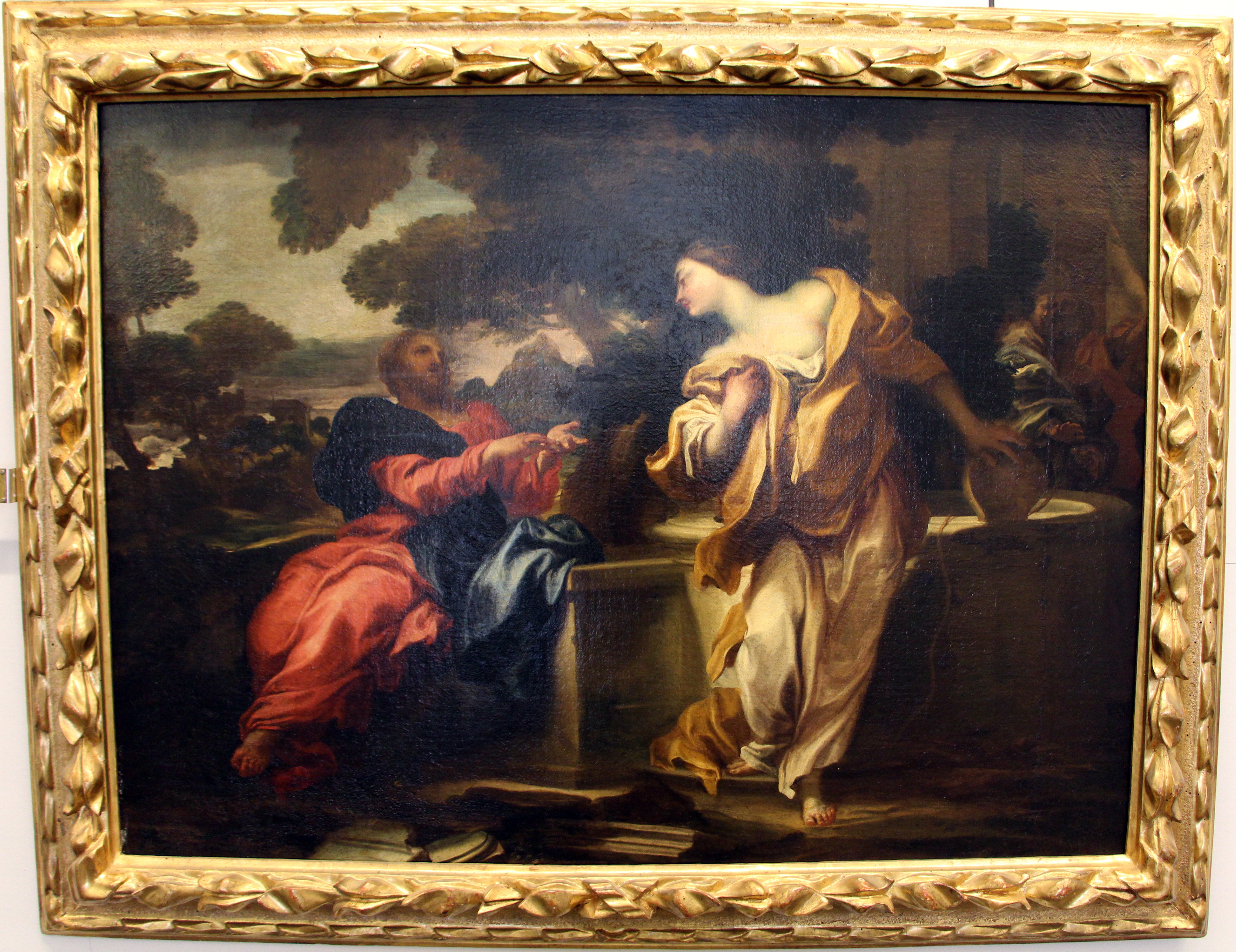
Die Samariterin am Brunnen, Öl auf Leinwand, Musei di Strada Nuova (Palazzo Doria Tursi), Genua
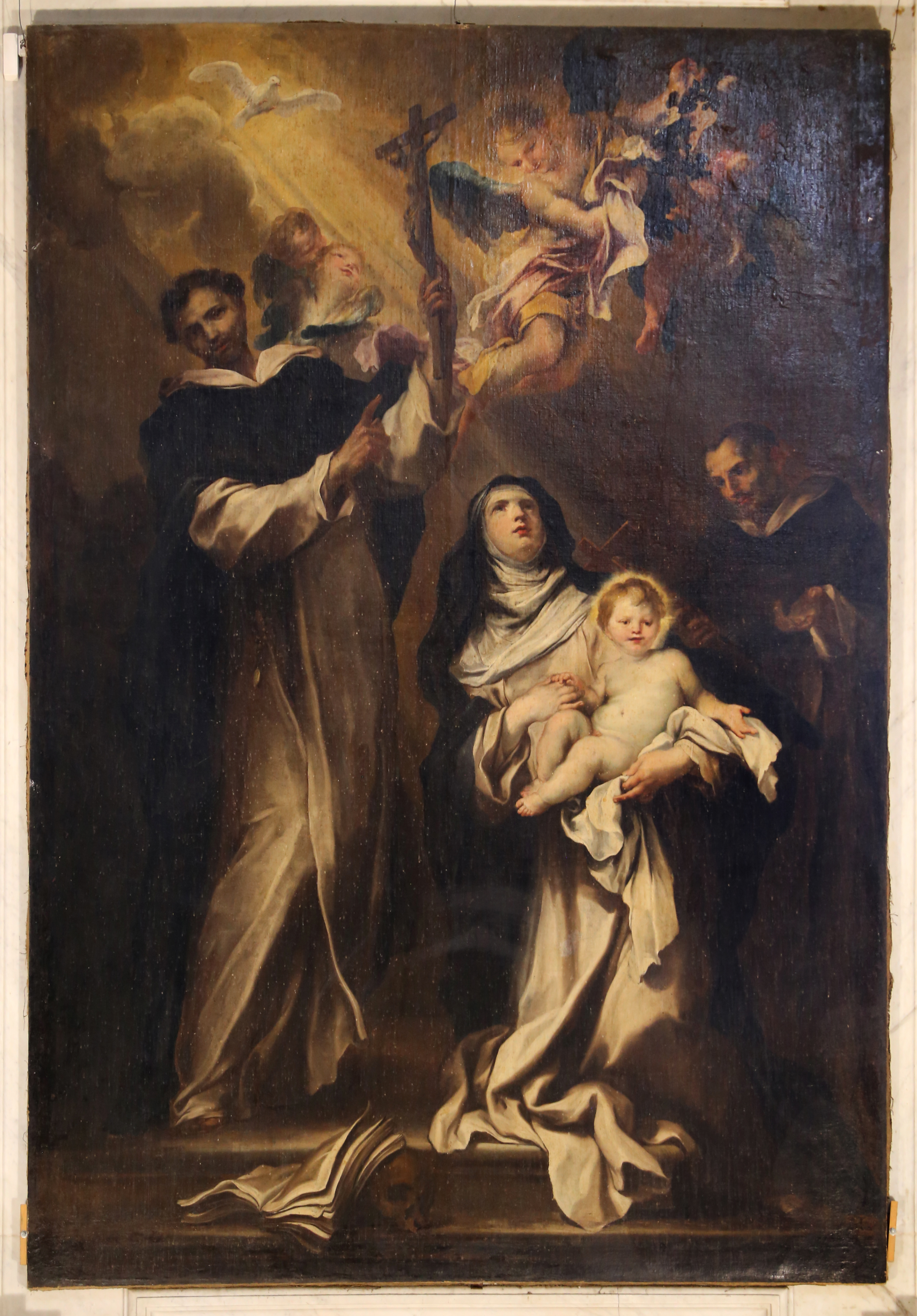
Die hl. Rosa von Lima, Vinzenz Ferrer und Luis Bertràn, ca. 1700–20, Kirche San Domenico, Taggia

## Werke (Auswahl)
- Ewiger Vater und Hl. Familie, 1670er Jahre, Sammlungen der Gemeinde Genua
- Vier Bilder (Supraporten ?) Das irdische Paradies, Die Erschaffung des Menschen, Die Vertreibung aus dem Garten Eden, Die Familie Adams, 1670er Jahre, Sammlungen der Gemeinde Genua
- Aurora, Fresko im Palazzo Lomellini, Genua
- Pietà, Fresko in Santa Maria di Castello, Genua
- Glorie des hl. Andrea Avellino, 1676, Fresko in San Siro, Genua
- Ekstase des hl. Franziskus und Ruhe auf der Flucht nach Ägypten, um 1676 (?), Sakristei von San Siro, Genua
- Ruhe auf der Flucht nach Ägypten (Bozzetto), um 1676, Palazzo Bianco, Genua
- Moses vor dem Pharao, um 1676–77, Privatsammlung, Genua
- Tobias begräbt die Toten, um 1676, Oratorio della Morte ed Orazione, Genua (Bozzetto in der Accademia Albertina, Turin, Nr. 225)
- Die hl. Clara schlägt die Sarazenen in die Flucht, signiert und datiert 1681, Oratorio di San Giovanni Battista di Oneglia
- Hl. Stefanus und Hl. Laurentius, ca. 1682, Cappella di San Clemente der Santissima Annunziata del Vastato, Genua
- Flucht nach Ägypten, um 1680, Privatsammlung, Genua
- Der Erzengel Michael vertreibt die gefallenen Engel, um 1680, Santa Maria delle Vigne, Genua
- Hl. Hieronymus, um 1680, Kirche San Girolamo, Genua-Quarto
- La Galatea, um 1680, Sammlung Viezzoli, Genua
- Allegorie der Musik und Allegorie der Architektur (Supraporten ?), um 1680, Galleria nazionale di Palazzo Spinola, Genua
- Fresken (Die freien Künste und Glorie eines Helden), um 1684, im Palazzo Centurione, Genua
- Fresken (Der gekrönte Herkules, Aurora und Kefalus und zwei Supraporten) im Palazzo Balbi Senarega, Genua
- Fresko Der Triumph Amors in der Galerie des Palazzo Balbi Senarega, Genua
- Moses lässt Wasser aus dem Felsen sprudeln, Palazzo Rosso, Genua (Produktion der casa Piola, Gregorio De Ferrari zugeschrieben)
- Fresken (Saturn/die Zeit und Apollo, Allegorien der Jahreszeiten), um 1684, Villa Balbi allo Zerbino (heute: Gropallo della Sforzesca)
- Juno und Argus, ca. 1685, Louvre, Paris
- Zwei Ovale (Der triumphierende Krieger vor Jupiter und Juno, Jupiter lässt Fama den Ruhm verbreiten nachdem der Neid besiegt ist), um 1685–90, im „Appartamentino“ des Palazzo Reale, Turin
- Zwei Allegorien (Triumph des Friedens: Merkur und Minerva, Der dauerhafte Frieden: die Zeit und die Gerechtigkeit), um 1685–90, Palazzo Cisterna, Turin
- Allegorien des Frühlings und des Sommers, um 1688, Deckenfresken im Palazzo Rosso, Genua (zusammen mit dem Quadraturmaler Antonio Haffner und dem Stuckateur Muttone)
- Fresko Diana und Endymion, um 1688–89, Palazzo Durazzo, Genua (zusammen mit dem Quadraturisten Antonio Haffner)
- Teich von Bethesda (Probatica piscina), vor oder um 1690 (?), Privatsammlung (zusammen mit Niccolò Codazzi)
- Die Samariterin am Brunnen, um 1690, Palazzo Rosso, Genua
- Madonna von Lepanto, um 1690 (oder 1715–20 ?), Privatsammlung, Genua
- Predigt des hl. Franz Xaver, um 1690, Sakristei der Gemeindekirche von Porto Maurizio
- Himmelfahrt Mariä, vor 1690, Kirche San Francisco il Grande, Madrid
- Zwei Fresken (Neptun und Amphitrite und Amor und Psyche), um 1700, Palazzo Saluzzo Granello, Genua
- Schmerzensmadonna mit den Seelen im Purgatorium, vor 1703, Oratorio di San Leonardo, Porto Maurizio
- Tod der hl. Scholastica (urspr. in der Kirche Santo Stefano, Genua), Soprintendenza ai beni artistici e storici della Liguria
- Ekstase der hl. Theresa, ca. 1700–1710, Palazzo Rosso, Genua
- Jungfrau und Kind mit dem hl. Antonius, ca. 1700–1710, Gemeindekirche in Genua Sturla
- Der Erzengel Michael, ca. 1700–1710, Privatsammlung, Genua
- Allegorie, ca. 1700–1710, Museo Lázaro Galdiano, Madrid
- Noli me tangere, um 1715–20, Palazzo Bianco, Genua
- Sechs Gemälde (Herkules und Andromeda, Herkules und die Hydra, Herkules und der kretische Stier, Perseus und Andromeda, Herkules und die Viehherde, Deianira auf der Flucht) im Palazzo Cattaneo-Adorno, Genua (um 1715–20)
- Vanitas, Palazzo Rosso, Genua
- Hl. Teresa, Hl. Franz Xaver und Hl. Franziskus von Assisi, in der Kirche Santa Fede, Genua,
- Der hl. Isidor, Oratorio dell’Immacolata, Moltedo (Imperia)
- Die Hl. Rosa von Lima, Vinzenz Ferrer und Luis Beltrán, Kirche San Domenico, Taggia (Imperia)
- Hl. Martin, Gemeindekirche, Toirano (Imperia)
- Geburt des Täufers, Oratorio di S. Giovanni Battista, Genua-Sampierdarena
- Magdalena, Gemeindekirche, Voltaggio
- Raub der Deianira, Privatsammlung, Genua